# Maliq
Maliq é uma cidade e município (em albanês:  bashkia) da Albânia localizado no distrito de Korçë, prefeitura de Korçë.